# Sinthusa amata
Sinthusa amata är en fjärilsart som beskrevs av William Lucas Distant 1886. Sinthusa amata ingår i släktet Sinthusa och familjen juvelvingar. Inga underarter finns listade i Catalogue of Life.

## Bildgalleri

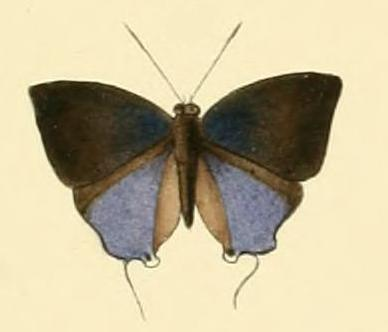